# Stazione di Etchū-Daimon
La stazione di Etchū-Daimon (越中大門駅?, Etchū-Daimon-eki) è una stazione ferroviaria della città di Imizu, nella prefettura di Toyama in Giappone. La stazione è gestita dalla JR West e serve la linea principale Hokuriku.

## Linee
JR West
■ Linea principale Hokuriku

## Struttura
La fermata è costituita da un marciapiede laterale e uno a isola con due binari passanti. Le banchine sono collegate al fabbricato viaggiatori da un sovrappassaggio, e sono presenti servizi igienici, biglietteria automatica e presenziata. Il binario 2 è utilizzato per le precedenze ai treni veloci per entrambe le direzioni
| 1 | ■ Linea principale Hokuriku | per Kanazawa e Fukui |                       |
| 2 | ■ Linea principale Hokuriku | per Kanazawa e Fukui | binario di precedenza |
| 2 | ■ Linea principale Hokuriku | per Toyama e Naoetsu | binario di precedenza |
| 3 | ■ Linea principale Hokuriku | per Toyama e Naoetsu |                       |

## Stazioni adiacenti
| 《                        | Servizio                  | 》                        |
| Linea principale Hokuriku | Linea principale Hokuriku | Linea principale Hokuriku |
| ------------------------- | ------------------------- | ------------------------- |
| Takaoka                   | Locale                    | Kosugi                    |
| Il rapido non ferma       |                           |                           |